# Михалич (Хасковская область)
Михалич (болг. Михалич) — село в Болгарии. Находится в Хасковской области, входит в общину Свиленград. Население составляет 112 человек.

## Политическая ситуация
Кмет (мэр) общины Свиленград — Георги Стоянов Манолов (инициативный комитет) по результатам выборов в правление общины.